# Battaglia di Trapani
La battaglia di Trapani fu una battaglia navale combattuta fra Roma e Cartagine nel corso della prima guerra punica. L'anno era il 249 a.C. e lo scontro avvenne vicino alla costa di Drepana o Drepanon come allora veniva chiamata la città siciliana. Si concluse con la sconfitta romana, risultando la più grande vittoria cartaginese della prima guerra punica.

## Situazione
La guerra durava ormai da quindici anni; era infatti il 264 a.C. quando i Romani estromisero i Cartaginesi da Messina scatenando le ostilità. Dopo alterne vicende sia sul mare che sul territorio dell'isola e in Africa, con battaglie in cui le due città-stato avevano di volta in volta prevalso mantenendo un sostanziale equilibrio militare, nessuna delle due contendenti riusciva a prevalere con una battaglia definitiva. Cartagine manteneva un risicato predominio marittimo facilitato da gravi perdite -causate da naufragi- nella flotta romana. Sulla terra Cartagine stentava a difendere le poche miglia di costa da Eraclea Minoa a Trapani e i dintorni di Palermo ma Roma non riusciva a eliminare le forze cartaginesi dalla Sicilia e l'azione bellica delle sue pur rinomate legioni si era arenata sulle mura di Lilibeo.
A Lilibeo, l'episodio dell'incendio delle macchine da guerra romane da parte dei mercenari greci in forza nei ranghi cartaginesi e la carneficina che lo caratterizzò, mise fine all'azione di conquista romana della città e mandò a Roma il segnale che un ulteriore sforzo doveva essere compiuto.
E i Romani lo compirono: 
(Polibio, Storie, I, 49, BUR. Milano, 2001. trad.: M. Mari.)
Quell'anno i consoli erano Publio Claudio Pulcro e Lucio Giunio Pullo. A Publio Claudio, figlio - secondo Cicerone - di Appio Claudio Cieco fu affidata la campagna in Sicilia e la flotta. Anziché recarsi a rinforzare le truppe di Lilibeo, Publio Claudio decise di attaccare Trapani dove Aderbale aveva insediato il comando generale delle forze cartaginesi. L'iniziativa partiva dalla presunzione -non del tutto errata- che Aderbale, il quale doveva essere all'oscuro dei rinforzi romani, non ritenesse possibile un attacco a Trapani dopo le perdite romane a Lilibeo. Con l'accordo dei tribuni e dei soldati che ritenevano la traversata breve e sicura e il bottino ricco, Publio Claudio, verso la metà della notte imbarcò i suoi uomini e parte dei veterani dell'assedio, salpò da Lilibeo e "navigò con la flotta compatta tenendo la terra sulla destra" (Polibio, I, 49) arrivò a Trapani con le prime luci dell'alba.
Aderbale non si fece intimidire. Era un buon generale e, una volta compreso che stava per essere attaccato, prese in fretta le contromisure. Inviò sulla spiaggia i marinai per arginare lo sbarco di truppe di terra mentre chiamava i mercenari. Una volta radunati li incoraggiò ad uscire in mare per evitare un possibile e pericoloso assedio dei romani. I mercenari accettarono e Aderbale ordinò loro di seguire la poppa della sua nave. Uscì in mare per primo proprio mentre metà delle navi romane erano entrate nel porto e l'altra metà stava per farlo.

## La battaglia
Claudio Pulcro, vedendo che la sorpresa non aveva funzionato e che la sua flotta rischiava di essere tagliata in due ordinò a tutte le navi di invertire la rotta e di uscire in mare aperto. La manovra peggiorò le cose; alcune navi che stavano navigando verso il porto si scontrarono con altre che avevano invertito la rotta. La confusione regnava sovrana, le file dei remi si spezzavano per i rispettivi urti. I trierarchi, tuttavia riuscirono a ridisporre la flotta romana lungo la costa con le prue rivolte verso l'esterno dove stava dispiegandosi la flotta nemica. Publio Claudio pose la sua nave alla sinistra della sua formazione.
Aderbale gli si pose di fronte con cinque navi rostrate con la prua rivolta verso la flotta nemica. Quando la flotta cartaginese fu schierata Aderbale diede il segnale di attacco e le navi si scagliarono contro i romani che si trovarono a combattere in condizioni di grave svantaggio avendo la costa alle spalle e troppo vicina. All'inizio la situazione sembrava mantenersi in equilibrio data la bravura dei marinai di entrambe le compagini.
Ma i Cartaginesi avevano iniziato il combattimento in condizioni di superiorità tattica:
(Polibio, Storie, I, 51, BUR. Milano, 2001. trad.: M. Mari.)
Infatti se una nave cartaginese non riusciva a sopportare un attacco poteva retrocedere verso l'esterno e, cambiando rotta inserirsi nuovamente nella battaglia in un altro punto. Questa manovra non era consentita alle navi romane chiuse fra la costa e i nemici. Dovevano combattere e vincere. O arenarsi. O affondare.
Anche l'aiuto reciproco fra le navi era facile per i Cartaginesi e impossibile per i Romani; i primi potevano passare dietro il loro schieramento con tutta sicurezza; i secondi dietro non avevano spazio di manovra.
Le navi romane finirono quasi tutte arenate e finirono distrutte o catturate. Solo l'ammiraglia con il console Pulcro e una trentina di navi che erano all'ala sinistra, riuscirono a sganciarsi e a fuggire.
(Polibio, Storie, I, 51, BUR. Milano, 2001. trad.: M. Mari.)

## Dopo la battaglia
Aderbale godette di grande prestigio in quanto ritenuto vincitore per grande merito, perché la vittoria sancì il dominio in quel momento di Cartagine sul mare.
Viceversa Publio Claudio Pulcro venne disprezzato a Roma e considerato imprudente e avventato. Anche se né Polibio né Diodoro ne parlano, forse qui si inserisce la tradizione che vuole il console non tenere conto dei presagi.
Si narra infatti che i polli sacri, i quali venivano interrogati dall'augure sull'esito futuro delle azioni militari, avessero rifiutata l'offa (evento ritenuto di cattivo presagio) e che Claudio Pulcro li avesse gettati in mare dicendo: "Se non vogliono mangiare, che bevano!". 
Vero o falso che sia l'episodio dei polli, Publio Claudio, portato in tribunale dai tribuni della plebe Rullo e Fundanio, fu condannato al pagamento di un'ammenda di 120 000 assi, che corrispondeva al peso di quasi 40 kg di rame coniato.